# Siedlungen der Zeche Sachsen
Die Siedlungen der Zeche Sachsen liegen im Hammer Stadtteil Heessen rund um die gleichnamige Zeche. 
Die Zeche Sachsen nahm 1912 die Kohleförderung auf und hatte zwei Jahre später bereits 500 Mitarbeiter. Im Laufe weniger Jahre entstanden drei Zechenkolonien für die Bergarbeiterfamilien. Bei allen Baumaßnahmen war Alfred Fischer der Architekt, er hatte auch die Übertageanlagen der Zeche gestaltet. Für alle Siedlungen hat die Stadt Hamm eine Gestaltungssatzung herausgegeben.

## Alte Kolonie
Die erste Kolonie, die erst später zur Alte Kolonie (Koordinaten) umgetauft wurde, entstand 1912 bis 1923 direkt nördlich angrenzend an das Zechengelände. Sie umfasste circa 75 eineinhalbgeschossige Ein- oder Zweifamilienhäuser mit großen Gärten zur Selbstversorgung. 

## Neue Kolonie
Während des Ersten Weltkrieges wurde die zweite, die Neue Kolonie (Koordinaten) begonnen, die Bauzeit ging von 1916 bis 1920. Sie liegt weiter westlich des Zechengeländes, umfasst circa 600 Wohnungen und wurde über die Straße Vogelsang erreicht. 

## Vogelsang
Die Siedlung Vogelsang (Koordinaten) entstand als 1920 bis 1921 auf dem Verbindungsweg zwischen Alter und Neuer Kolonie nordwestlich der Halde Sachsen. Siedlung und Weg wurden nach dem Oberberg- und Hüttendirektor der Mannsfeldschen Kupferschiefer bauenden Gewerkschaft, Karl Vogelsang, benannt, der während der auf den Kapp-Putsch folgenden Unruhen in Eisleben von aufständischen Arbeitern ermordet worden war. Die Siedlung umfasst über 200 Wohnungen, die in größeren Einheiten zusammengefasst sind. Ungewöhnlich für Zechensiedlungen sind die teilweise getrennt von den Wohnungen angeordneten Gärten. Während die beiden anderen Kolonien nach der Privatisierung ihren ursprünglichen Charakter durch Umbauten verloren, ist die Kolonie Vogelsang weitgehend erhalten geblieben. Sie ist Bestandteil der Route der Industriekultur.